# Guillermo La Rosa
Guillermo Claudio La Rosa Laguna (Lima, 6 de juny de 1952) és un exfutbolista peruà de la dècada de 1970.
Va formar part de l'equip peruà a la Copa del Món de 1978 i 1982.
Pel que fa a clubs, defensà els colors de Defensor Lima, Sport Boys i Alianza Lima al Perú, i Atletico Nacional, América de Cali, Deportivo Pereira i Cúcuta Deportivo a Colòmbia. El seu darrer club fou LDU Quito.